# 细豹蛛
细豹蛛（学名：Pardosa pusiola）为狼蛛科豹蛛属的动物。分布于印度至中国和爪哇以及中国大陆的云南、广东、湖北、江西等地。